# CDW
CDW公司（CDW Corporation）是美国的一家科技公司，为商业、政府和教育机构提供信息技术产品和服务。2018年，它位列财富美国500强第189位。

## 历史
CDW创立于1984年，当时叫“MPK Computing”，后改名“Computer Discount Warehouse”（即CDW的来源）。2005年，它开始出版杂志《BizTech》。2006年10月，它收购IBM、思科、微软等计算机的转销商Berbee。2007年10月12日，麦迪逊·迪尔伯恩合伙公司和普羅維登斯私募企業以70亿美元的价格收购CDW，2013年7月2日上市。